# Síndrome de Cowden
El síndrome de Cowden, también llamado síndrome de hamartomas múltiples, es una enfermedad de origen genético que se transmite según un patrón autosómico dominante. Se caracteriza por la aparición en diferentes órganos de una serie de tumores benignos que se llaman hamartomas. Las principales localizaciones son piel, tiroides, mama, tracto gastrointestinal, cerebro y útero.
La primera descripción fue realizada en el año 1963 por Lloyd y Dennis. El nombre del síndrome deriva del primer paciente que se identificó. Es una enfermedad considerada rara: se estima que existen alrededor de 5 casos por millón de habitantes. La causa es una mutación en el gen PTEN, situado en el cromosoma 10q23.2. Sin embargo, en muchos casos no existe ningún familiar conocido que presente la anomalía.
Los pacientes están predispuestos a presentar tumores malignos con mayor frecuencia que la población general, principalmente cáncer de mama, cáncer de tiroides y de endometrio. Por ello el diagnóstico precoz es importante para detectar la aparición de alguno de estos tipos de cáncer.

## Epidemilogía
La prevalencia del síndrome de Cowden es desconocida aunque se estima en 1/200 000.